# Pierluigi De Felice
Pierluigi De Felice (Napoli, 1º marzo 1981) è un velista italiano con cittadinanza neozelandese.

## Biografia
Ha iniziato la sua carriera a 7 anni, navigando a bordo di optimist, poi su 420 e 470.
È entrato a far parte nel 2000 del team Mascalzone Latino, con il quale ha preso parte alla 31ª e 32ª edizione dell'America's Cup, fino al 2007. Dal 2009 al 2011 fa parte del team Azzurra.
Nel 2012 entra a far parte del Luna Rossa Team con cui vince l'ACWS 12-13 e partecipa alla 34ª edizione dell'America's Cup a San Francisco. Ha continuato la preparazione per la 35ª edizione dell'America's Cup, ma il team ha deciso di ritirarsi, in seguito è stato nuovamente coinvolto nella campagna che si è svolta ad Auckland nel 2021, vincendo la Prada Cup e perdendo la finale dell'America's Cup contro Emirates Team New Zealand per 7-3.
Nella sua carriera ha vinto i più importanti circuiti di regata internazionali come ACWS LV Trophy, Prada Cup, Extreme Sailing Series, Tp52, M40, M32 e Farr 40.
È stato primo nella classifica Isaf World Match Racing. Ha vinto il Louis Vuitton Trophy Nice e ha conquistato 2 ori, 4 argenti e 4 bronzi in diverse classi mondiali e ha conquistato 11 titoli nazionali.

## Palmares
2022
1st Gc 32 World Championship
2nd Gc 32 Tour
3rd Rc 44 Cup Overall Series
1st Rc 44 Cup Oman
2nd Rc44 Lanzarote Cup
2021
1st Prada Cup
2nd America’s Cup
2nd Swan 36 World Championship
2018
1st Tp 52 Super Series Zadar
1st Tp 52 Super Series Valencia
1st  Melges 40 Sailing Series
3rd Extreme Sailing Series Sap Gc32
2017
1st Extreme Sailing Series overall Sap Gc32
1st Oman Extreme Sailing Series Sap Gc32
1st Madeira Extreme Sailing Series Sap Gc32
1st Cardiff Extreme Sailing Series Sap Gc32
1st San Diego Extreme Sailing Series Sap Gc32
1st Nz Moth National
2016
2nd Melges 32 World Championship
2015
1st Melges 32 World Championship
2014
1st Int 12 mt World Championship
2013
2nd Louis Vuitton Cup
1st America’s Cup Word Series Championship 2012-13
1st Bermuda Gold Cup World Match Racing Tour
2012
1st ACWS Naples
2nd ACWS Venice
1st ACWS Newport
1st ACWS San Francisco
2011
1st ISAF World Match Racing Ranking
2nd Isaf World Match Racing Championship
1st Germany Match Cup World Match Racing Tour
2010
3rd Louis Vuitton Trophy
1st Congressional Cup Match Race Grade 1 Long Beach
2nd Isaf Offshore Team World Championship
1st Match Racing National
2009
1st Louis Vuitton Trophy Nice
1st Korea Match Cup World Match Racing Tour
2nd Melges 32 World Championship
3rd Rolex Farr 40 World Championship
2008
1st Brazil Match Cup World Match Racing Tour
2007
6th Louis Vuitton Cup
3rd Isaf Match Racing World Championship
1st Germany Match Cup World Match Racing Tour
2005
1st Med Circuit Tp52
1st  U25 Match Racing Italian National
2004
2nd IMS World Championship
2nd University Match Race World Championship
2nd Sardinia Cup World Team Championship
2003
Attendance Louis Vuitton Cup
1st Italian U25 Match Race National
1998
1st  470 Junior Italian National
1997
2nd  470 class Junior Italian Championship
5th  470 class Italian Championship
1996
3rd Italian Championship Laser 2
1st 420 Junior Italian Championship
6th IYRU World Championship
1995
1st  420 Junior Italian National